# Santiago Casares Quiroga
Pour l’article homonyme, voir Casares (homonymie).
Santiago Casares Quiroga, né le 8 mai 1884 à La Corogne et mort le 17 février 1950 à Paris, est un homme d'État espagnol. Avocat de formation, plusieurs fois ministre sous la Seconde République espagnole, il a été président du Conseil des ministres du 13 mai 1936 jusqu'au soulèvement militaire du 18 juillet dirigé par le général Franco et qui déclenche la guerre civile.

## Biographie
Casares Quiroga fut l'un des signataires de l'accord de Saint-Sébastien de 1930 et l'un des membres du comité révolutionnaire qui contribua à mettre sur pied la Seconde République espagnole en avril 1931. Il fut également un représentant de l’Organización Republicana Gallega Autónoma (ORGA) aux Cortes. Casares appartenait aussi à la franc-maçonnerie. Il prit la tête de différents ministères (la Marine en 1931, l'Intérieur de 1931 à 1933 ainsi qu'en 1936) dans les gouvernements de Manuel Azaña.
Il est notamment président du Conseil après le triomphe électoral d'Azaña, qui accéda à la présidence de la République porté par le Front populaire, mais sous son gouvernement la violence politique devient hors de contrôle. Son opposant de droite Calvo Sotelo le désigne dans un célèbre discours aux Cortès comme responsable de ces violences par son inaction et l'accuse quasiment à l'avance de son futur assassinat. Cet assassinat sera l'étincelle déclenchant le coup d'État du 17 juillet et la guerre d'Espagne, à la suite d'un complot qui était en préparation depuis des mois et dont le gouvernement était bien informé, mais incapable de le prévenir.
Casares démissionne le surlendemain, 19 juillet. Diego Martínez Barrio assume l'intérim pendant quelques heures, bientôt remplacé par José Giral. L'échec du coup d’État marqua le début de la guerre civile espagnole. Il existe une controverse sur sa gestion du coup d'État : la tradition lui impute le refus de fournir des armes aux organisations ouvrières. Les mémoires de Manuel Portela Valladares et celles de sa fille affirment le contraire.
Il n'occupa aucun poste durant la guerre civile mais combattit aux côtés des Républicains. Après la chute de la Catalogne, il rejoignit son épouse Gloria Pérez Casarès et sa fille María Victoria Casares Pérez, dite Maria Casarès, déjà exilées à Paris depuis 1936.
Réfugié en Angleterre durant la Seconde Guerre mondiale, avec Juan Negrín (1892-1956) et Feliciana López de Dom Pablo (1906-1987), dite « Feli », il rentra en France en 1945. Il meurt à Paris, auprès de sa fille, en février 1950.
Inhumé à l'origine au cimetière de Montparnasse, ses restes et ceux de son épouse Gloria Pérez Casarès sont transférés en 1973 dans la 90ème division du cimetière parisien de Thiais. Leurs restes ont néanmoins disparus dans les années 2000 dans un ossuaire du cimetière.

## Sources
- (en) Cet article est partiellement ou en totalité issu de l’article de Wikipédia en anglais intitulé « Santiago Casares Quiroga » (voir la liste des auteurs).